# Садове (гмина)
Садове (пол. Sadowie) — сельская гмина (волость) в Польше, входит как административная единица в Опатувский повет, Свентокшиское воеводство. Население — 4324 человека (на 2004 год).

## Демография
| Перепись                       | Всего   | Всего | Женщины | Женщины | Мужчины | Мужчины |
| ------------------------------ | ------- | ----- | ------- | ------- | ------- | ------- |
| Единицы                        | человек | %     | человек | %       | человек | %       |
| Население                      | 4324    | 100   | 2210    | 51,1    | 2114    | 48,9    |
| Плотность населения (чел./км²) | 52,9    | 52,9  | 27      | 27      | 25,9    | 25,9    |

## Соседние гмины
1. Гмина Бадковице
2. Гмина Чмелюв
3. Гмина Опатув
4. Гмина Бодзехув
5. Гмина Васнюв